# Joey DeFrancesco
Joey DeFrancesco (Springfield, 10 aprile 1971 – 25 agosto 2022) è stato un organista jazz statunitense.

## Biografia
Nato a Springfield, in Pennsylvania, il 10 aprile 1971, è figlio d'arte: il nonno Joe e il padre John, noto come Papa John DeFrancesco, erano entrambi musicisti.
Per quanto i suoi inizi, alla tenera età di quattro anni, siano stati sul pianoforte, è passato in seguito all'organo Hammond, strumento di cui è divenuto un virtuoso.
Oltre alle tastiere suona anche la tromba  e il sax tenore.
All'età di dieci anni fa già parte di una band, con la quale si esibisce nei fine settimana, e assiste ai concerti di importanti organisti jazz come Jack McDuff e Richard Holmes.
È appena diciassettenne quando, nel 1988, Miles Davis, dopo averlo conosciuto in un programma televisivo, gli propone un ruolo nella sua band, con la quale dopo essersi diplomato intraprende un tour.
Con Miles Davis, Joey DeFrancesco compare sull'album Live Around the World ed incide nel 1989 il disco Amandla.
Nello stesso anno pubblica il suo primo album da solista, All of Me.
La popolarità aumenta negli anni novanta quando comincia a collaborare intensamente con il chitarrista John McLaughlin.

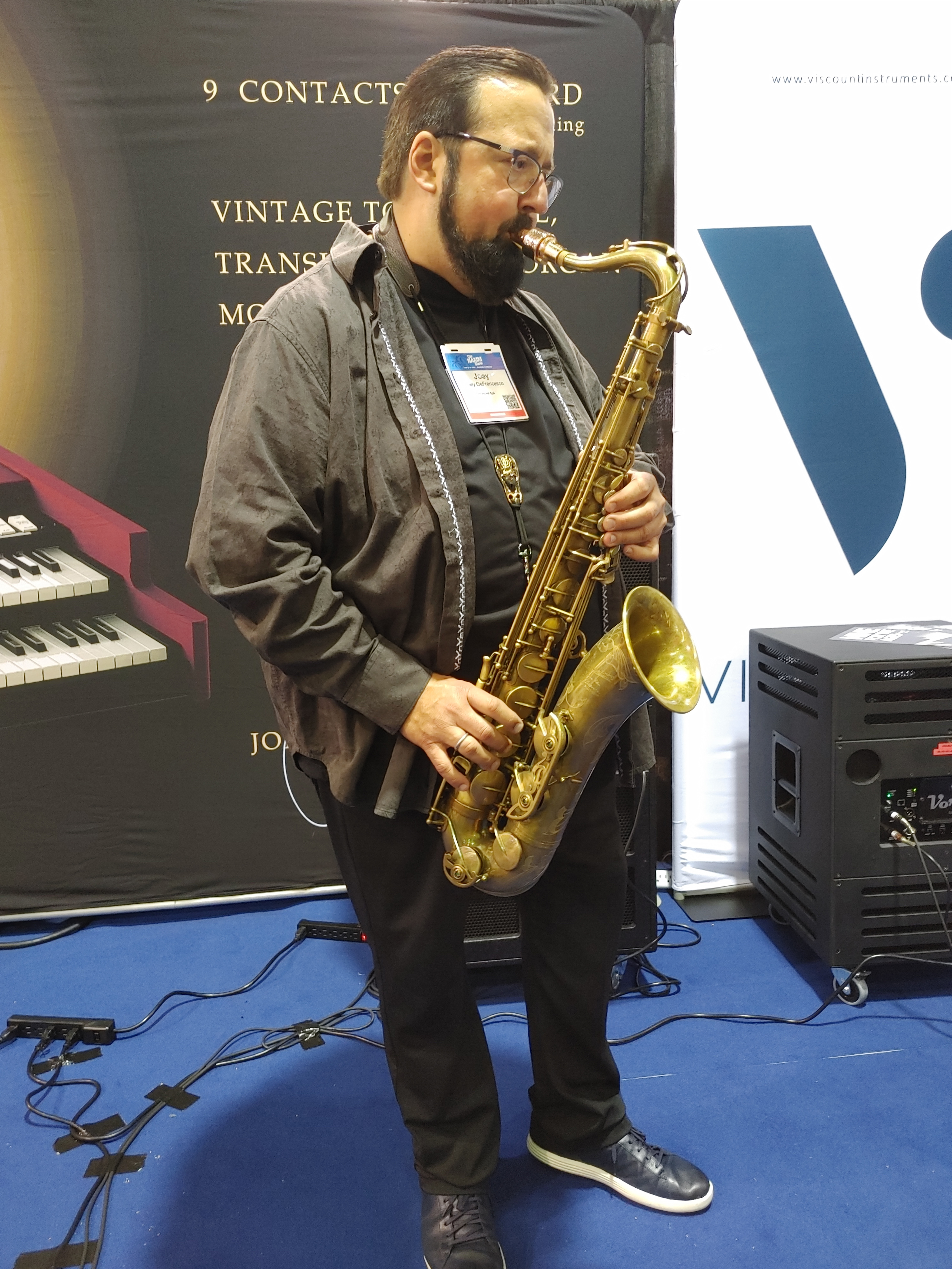
DeFrancesco al sax tenore

Il 27 giugno del 2000 pubblica l'album da solista Incredible!, che vede la partecipazione di Jimmy Smith, musicista che ha reso popolare l'organo elettrico Hammond nel jazz e grande ispiratore di Joey DeFrancesco.
Il 15 febbraio del 2005 esce invece Legacy, seconda collaborazione con Jimmy Smith, uscito dopo la morte di quest'ultimo.
Nel 2009 ha collaborato con il chitarrista italiano Lorenzo Frizzera, suonando in alcuni brani dell'album Everything Can Change.
Il 14 settembre 2010 esce l'album Never Can Say Goodbye: The Music of Michael Jackson, dedicato da Joey DeFrancesco al Re del pop scomparso l'anno precedente.
Nell'aprile 2018 viene pubblicato You're Driving Me Crazy, realizzato da DeFrancesco con Van Morrison.

## Stile
Negli anni Joey DeFrancesco ha pubblicato quasi trenta album da solista e circa un centinaio di collaborazioni con altri artisti ed è uno dei pochi organisti jazz ad aver tenuto per molti anni di seguito il primo posto nelle classifiche di preferenza dei lettori di riviste specializzate.
Il suo stile, per quanto rispettoso della lezione di grandi del passato quali Jimmy Smith, è fresco ed innovativo e le sue composizioni risultano tecnicamente complesse ed armonicamente profonde.
Dotato di orecchio assoluto, era in grado di imitare il modo di suonare di numerosi jazzisti, ma ha anche sviluppato un suo stile innovativo e coinvolgente.

## Discografia

### Album da solista
- 1989 – All of Me
- 1990 – Where Were You?
- 1991 – Part III
- 1992 – Reboppin'
- 1993 – Live at the 5 Spot
- 1994 – All About My Girl
- 1995 – The Street of Dreams
- 1998 – All in the Family
- 1998 – All or Nothing at All
- 1999 – The Champ
- 1999 – Joey DeFrancesco's Goodfellas
- 2000 – Incredible!
- 2000 – The Champ: Round 2
- 2001 – Singin' and Swingin'
- 2002 – The Philadelphia Connection: A Tribute to Don Patterson
- 2003 – Falling in Love Again
- 2004 – Plays Sinatra His Way
- 2005 – Legacy
- 2006 – Organic Vibes
- 2007 – Live: The Authorized Bootleg
- 2007 – Baddest B-3 Burner in the Business
- 2008 – Joey D!
- 2008 – Estate
- 2009 – Finger Poppin': Celebrating the Music of Horace Silver
- 2009 – Snapshot
- 2010 – Never Can Say Goodbye: The Music of Michael Jackson
- 2011 – 40
- 2012 – Wonderful! Wonderful!

### Collaborazioni
- 1987 – Strawberry Moon (Grover Washington Jr.)
- 1989 – Amandla (Miles Davis)
- 1994 – Relentless (Danny Gatton)
- 1994 – After the Rain (John McLaughlin)
- 1995 – The Promise (John McLaughlin)
- 1995 – It's About Time (Jack McDuff and Joey DeFrancesco)
- 1996 – Live Around the World (Miles Davis)
- 2018 – You're Driving Me Crazy (Van Morrison e Joey DeFrancesco)

## Riconoscimenti
- The Down Beat Critics Poll:
  - 2002 Down Beat Critics Poll: Miglior Organista;
  - 2003 Down Beat Critics Poll: Miglior Organista;
  - 2004 Down Beat Critics Poll: Miglior Organista;
  - 2005 Down Beat Critics Poll: Miglior Organista;
  - 2006 Down Beat Critics Poll: Miglior Organista;
  - 2007 Down Beat Critics Poll: Miglior Organista;
  - 2008 Down Beat Critics Poll: Miglior Organista.
- The Down Beat Readers Poll:
  - 2005 Down Beat Readers Poll: Miglior Organista;
  - 2006 Down Beat Readers Poll: Miglior Organista;
  - 2007 Down Beat Readers Poll: Miglior Organista;
  - 2008 Down Beat Readers Poll: Miglior Organista;
  - 2009 Down Beat Readers Poll: Miglior Organista.